# Репки (Черкасская область)
Ре́пки (укр. Ріпки) — село в Лысянском районе Черкасской области Украины.
Население по переписи 2001 года составляло 591 человек. Почтовый индекс — 19332. Телефонный код — 474973.

## Местный совет
19332, Черкасская обл., Лисянский р-н, с. Репки